# Acanthus (Griekenland)
Acanthus (Oudgrieks: ἡ  Ἄκανϑος, hē Ákanthos) was een polis in Chalcidice aan de Strymonische Golf.
Het lag aan het door Xerxes I gegraven kanaal van Athos.
De stad was gelegen langs een heuvelrug ongeveer 0,6 km ten zuidoosten van het huidige Ierissos. Die stad is ongeveer even groot als het vroegere Acanthus, waarvan het terrein nu deels met bos is begroeid. Overblijfselen van een 8 meter hoge muur, een citadel en Hellenistische gebouwen zijn in het terrein zichtbaar, evenals een kerk uit de Byzantijnse tijd en twee kerken uit de periode daarna.
De naam voor de kolonie is afgeleid van de Acanthus mollis, die veel voorkomt langs mediterrane rotsachtige kusten. Pomponius Mela schreef dat deze plant groeit langs de kust tussen de Strymonrivier en Athos. De doornige, bloemdragende plant was bekend om zijn geneeskrachtige werking; het bladmotief is vaak toegepast als versiering op de kapitelen van zuilen naar de Korinthische orde.

## Geschiedenis
De oude historicus Nicolaus van Damascus doet verslag van het ontstaan van de stad. Volgens dit verslag werd Acanthus in 655 v.Chr. gesticht en gekoloniseerd door het eiland Andros. Het huidige onderzoek staat echter sceptisch tegenover deze opvatting. Het eerste betrouwbare bewijs voor het bestaan van een autonome polis dateert van 520 voor Christus en bestaat uit geslagen tetradrachmen. Deze zilveren munten waren niet alleen wijdverspreid op het Chalcidische schiereiland, maar ook tot in Sicilië, Egypte en Perzië. De export van zilver in de vorm van deze munten was in archaïsche tijden een belangrijke bron van inkomsten voor Acanthus, naast de dominante landbouw.
Tijdens de Perzische oorlogen diende Acanthus in 492 voor het begin van de jaartelling de Perzische generaal Mardonios, en in 480 de Perzische koning Xerxes I als basis voor hun militaire acties in het Egeïsche zeegebied.
Na de nederlaag van het Perzische rijk in 480-479 v.Chr. tegen de alliantie van vrije Griekse steden, sloot Acanthus zich aan bij de Delische Bond onder leiding van Athene. De leden van de federatie waren verplicht ofwel hun eigen schepen bij te dragen, ofwel belasting af te dragen. Tot 450-449 v.Chr leverde Acanthus schepen, maar ging toen over tot het betalen van drie talenten aan Athene.
Na het uitbreken van de Peloponnesische Oorlog tussen de Griekse machten Athene en Sparta, bleef de stad in de Delische Bond, hoewel de meeste steden op het Chalcidische schiereiland Athene afvielen. Dit duurde tot de stad in 424 v. Chr. werd bedreigd door troepen van de Spartaanse generaal Brasidas, toen wisselde Acanthus van kant. In 421 kwamen Athene en Sparta overeen om de gewapende conflicten te beëindigen. Hoewel de Vrede van Nicias zorgde voor de autonomie van de stad, was Acanthus verplicht belasting te betalen aan Athene. Acanthus kreeg waarschijnlijk pas na 405 v.Chr. volledige vrijheid, nadat Athene bij de Slag bij Aegospotami in de opnieuw aangewakkerde oorlog tegen Sparta een nederlaag leed.
In de daaropvolgende decennia bleef de autonomie onaangetast wat in het contract tussen de Macedonische koning Amyntas III en de ondertussen invloedrijke Chalcidische stedenbond tussen 393 en 389 v. Chr. werd bevestigd. Deze toestand werd echter in 382 v. Chr. door de Chalcidische stedenbond, met de hoofdstad Olynthos, in twijfel getrokken, toen de stad samen met Apollonia (Macedonië) werd gevraagd lid te worden van de bond. Beide steden slaagden erin Sparta, dat sinds het einde van de Peloponnesische Oorlog was uitgegroeid tot de grootste macht van Griekenland, over te halen om in te grijpen. Na de uitzending van Spartaanse troepen moest de stedenbond capituleren in de Eerste Olyntische oorlog en de autonomie van Acanthus accepteren.
De stad verloor uiteindelijk zijn vrijheid met de uitbreiding van Macedonië onder de koning Philippus II van Macedonië. Dat gebeurde in het midden van de 4e eeuw v.Chr. Pas in 199 v.Chr. komt Acanthus weer in het nieuws, dat jaar werd de stad geplunderd door Romeinse troepen tijdens de Tweede Macedonische Oorlog. De stad bleef bestaan tot in het Romeinse Rijk.

## Vindplaats Acanthus
In 1973 werd bij grondwerkzaamheden voor nieuwbouw een begraafplaats ontdekt. Een bulldozer stuitte op een aantal sarcofagen en vernielde wat aardewerk. De archeologische dienst van de overheid liet het werk direct stilleggen en met spoed onderzoek doen. Dat was het begin van systematische opgravingen.
Het eerste archeologische reddingswerk bracht een groot aantal graven aan het licht; het aantal is niet bekend maar varieert tussen de 600 en 60.000. In de lange periode dat de plaats bewoond was werden graven geruimd om plaats te maken voor andere, of werd begraven bovenop oude graven; dit maakt het aantal lastig vast te stellen. De oudste begraafplaats lag meer landinwaarts nabij het centrum van Ierissos, de latere meer in de richting van de zee met de graven gerangschikt in de richting van de zee. Behalve de genoemde graven uit de oudheid werd in 1984 de middeleeuwse begraafplaats van Ierissos ontdekt. De graven uit de oudheid dateren vanaf de Geometrische periode tot aan het niet meer bewoond zijn van Acanthus. De meeste zijn uit de klassieke periode, de 5e en 4e eeuw voor het begin van de jaartelling. De middeleeuwse begraafplaats bevat graven vanaf de stichting van het Kolovouklooster in het jaar 883, waar Griekse en Slavische teksten gevonden zijn. De minst oude graven zijn uit de 12e eeuw, te beoordelen naar gevonden munten. Het feit dat enkele munten uit de 6e eeuw dateren betekent dat de plek in die tijd niet geheel verlaten was.
De graven zijn niet spectaculair vergeleken met de tombes van belangrijke personen, monumentale architectuur of verborgen schatten van kostbare metalen. Gewone mensen werden begraven in verschillende soorten doodskisten of urnen. Vrouwen en kinderen zijn in de meerderheid. Bij de graven zijn veel voorwerpen gevonden. Kleifiguurtjes zeggen iets over het leven in de toenmalige stad. Het aardewerk is archeologisch gezien waardevol, de vorm en decoratie ervan vallen in bekende categorieën waarvan de chronologische volgorde en de connectie met andere delen van Griekenland, Azië en Europa vrij zeker is. Er is gelijkenis met de keramiek van Korinthe, Oost Griekenland, Thasos, Attica, en de Cycladen. Samen met de munten die in Acanthus werden gemaakt, wordt dit uitgelegd als teken van welvaart die volgt uit de handel, bevorderd door de strategische locatie.